# Rente nach Mindesteinkommen
Nicht zu verwechseln mit der Nachfolgeregelung der Mindestentgeltpunkte bei geringem Arbeitsentgelt, oft Rente nach Mindestentgeltpunkten genannt. Ebenfalls nicht zu verwechseln mit dem 2021 eingeführten Grundrentenzuschlag, welcher zusätzlich hinzukommen kann.
Die Rente nach Mindesteinkommen war eine Regelung, welche vor 1973 liegende Zeiten mit geringen Rentenanwartschaften aufwertete. Sie soll verhindern, dass niedrige Löhne, vor allem bei Frauen anzutreffen, zu Kleinstrenten führen. Eingeführt wurde sie mit dem Rentenreformgesetz vom 16. Oktober 1972 (BGBl. I S. 1965). Sie galt für Rentenzugänge nach 1972. Berücksichtigt und aufgestockt wurden jedoch nur Pflichtbeitragszeiten die vor 1973 lagen. Der Gesetzgeber ging davon aus, dass die Lohndiskriminierung der Frauen sowie Niedriglöhne insgesamt durch Tarifverträge zukünftig überwunden wären und es einer solchen Regelung zukünftig nicht mehr bedürfe.
1992 trat mit der Regelung der Mindestentgeltpunkte bei geringem Arbeitsentgelt (kurz: ‚Rente nach Mindestentgeltpunkten‘) eine Nachfolgeregelung in Kraft. Bis heute wird die ‚Rente nach Mindesteinkommen‘ regelmäßig mit der ‚Rente nach Mindestentgeltpunkten‘ verwechselt bzw. die Begriffe synonym verwendet.

## Gesetzliche Grundlage
Die Rente nach Mindesteinkommen war geregelt in § 55a des Arbeiterrentenversicherungs-Neuregelungsgesetzes, in § 54b des Angestelltenversicherungs-Neuregelungsgesetzes sowie in § 10a des Knappschaftsrentenversicherungs-Neuregelungsgesetzes.

## Zugangsvoraussetzungen
Die Person musste insgesamt wenigstens 25 Versicherungsjahre (inkl. der Zeiten nach 1972) haben. Ausfallzeiten (bspw. Arbeitslosigkeit oder Krankheit) und freiwillige Beitragszeiten zählen nicht dazu. 

## Wirkung auf die Rentenhöhe
Sind die Zugangsvoraussetzungen erfüllt und entsprechen die durchschnittlich erworbenen Werteinheiten (heute: Entgeltpunkte) der vor 1973 liegenden Pflichtbeitragszeiten weniger als 75 Prozent des Durchschnittsverdieners, werden die Rentenanwartschaften aufgestockt. Die zusätzlich ermittelten Werteinheiten entsprechen (für die Zeiten vor 1973) der Differenz zwischen den durchschnittlichen eigenen Werteinheiten aus Pflichtbeitragszeiten in diesem Zeitraum und den Werteinheiten, welche sich ergäben hätten, wenn in dieser Zeit immer 75 Prozent des Durchschnitts verdient worden wäre. Die so ermittelten zusätzlichen Werteinheiten werden nicht den einzelnen Jahren zugeordnet, sondern zum eigenen Rentenanspruch insgesamt hinzugerechnet. Dies hat Auswirkungen bspw. beim Versorgungsausgleich.

## Beispiel

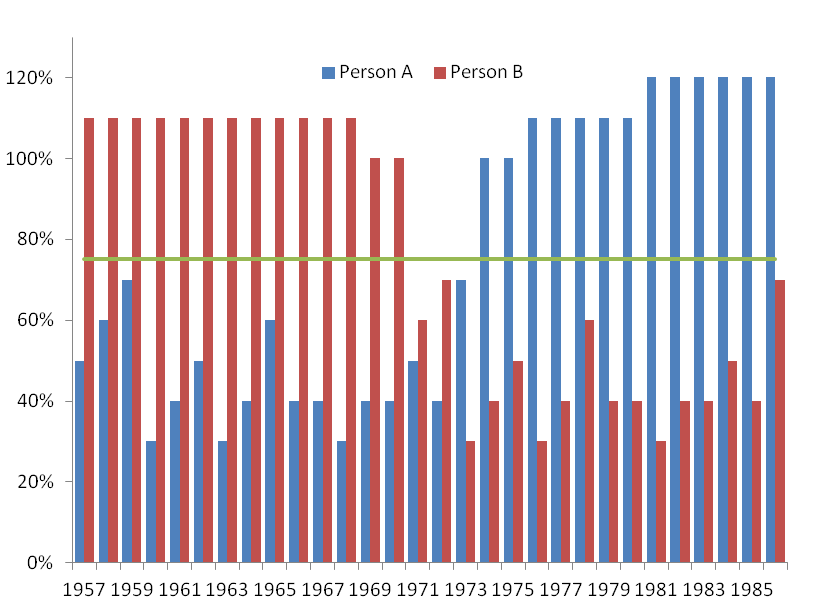
Modellhafte Versicherungsverläufe um die Wirkung der Rente nach Mindesteinkommen zu veranschaulichen

Die Wirkungsweise der Rente nach Mindesteinkommen soll an zwei Beispielen veranschaulicht werden. Die Grafik rechts zeigt, in welchen Jahren die Personen wie viel Prozent des Durchschnittseinkommens verdienten.
Beide Personen erfüllen die Zugangsvoraussetzungen (mehr als 25 Beitragsjahre). Im Durchschnitt ihres gesamten Erwerbslebens haben beide Rentenanwartschaften die 75 Prozent des Durchschnittseinkommens entsprechen. Person A hat in der Zeit vor 1973 durchschnittlich 45,9 Prozent und Person B von 97 Prozent des Durchschnittseinkommens. Damit liegt Person A unter und Person B über der Marke von 75 Prozent für den relevanten Zeitraum vor 1973. Dadurch bekommt Person A zusätzliche Rentenanwartschaften, welche der Differenz von 29,1 Prozent (75 Prozent minus 45,9 Prozent) für 17 Jahre entsprechen. Im Ergebnis wird die Rentenanwartschaft der Person A insgesamt um 22 Prozent erhöht. Person B hingegen bekommt keine zusätzlichen Rentenanwartschaften und hat damit bei gleicher Beitragsleistung am Ende eine niedrigere Rente. Auch eine Person, die durchgängig 75 Prozent verdiente, würde nicht aufgestockt und bekäme ebenfalls bei gleicher Beitragsleistung niedrigere Rente.

## Aktueller Bezug
Noch heute (Stand 31. Dezember 2011) profitieren 551 (davon 416 Frauen) Erwerbsminderungsrenten, 75.756 (davon 63.814 Frauen) Altersrenten und 24.894 Hinterbliebenenrenten (davon 23.569 an Frauen) von der Rente nach Mindesteinkommen.
In der aktuellen Rentendebatte wird häufig gefordert, die Rente nach Mindesteinkommen bzw. Mindestentgeltpunkte bei geringem Arbeitsentgelt (ggf. überarbeitet) fortzuführen. Zum Teil wird dabei gefordert, die Renten unabhängig von der eigenen Beitragshöhe (ab einer bestimmten Beitragsdauer) auf ein bestimmtes Niveau anzuheben (bspw. Bündnis 90/Die Grünen: Konzept einer ‚Garantierente‘ oder die ersten Entwürfe des BMAS zur ‚Zuschussrente‘). Solche Forderungen entsprechen im Kern der Rente nach Mindesteinkommen, welche ebenfalls unabhängig von der eigenen Beitragshöhe die Renten auf ein einheitliches Niveau anhob. Die meisten Forderungen nehmen aber die Regelung der Mindestentgeltpunkte bei geringem Arbeitsentgelt, eigene Beiträge um einen bestimmten Prozentsatz zu erhöhen, zum Ausgangspunkt (bspw. die Zuschussrente des BMAS in ihren späteren Ausführungen, ver.di, DGB, SPD und Die Linke u. a. fordern direkt die Fortführung der Mindestentgeltpunkte bei geringem Arbeitsentgelt).
2021 wurde die sogenannte Grundrente in Deutschland eingeführt, wobei es sich um einen Zuschlag zur Rente für bestimmte Versicherte (mit vielen Beitragsjahren aber geringer Rente) handelt. Diese Regelung ist unabhängig von den anderen genannten und kann zusätzlich zur Rente hinzukommen.

## Kritik
Es gibt zwei wesentliche Kritikpunkte an der Rente nach Mindesteinkommen:
1. Sie bricht mit dem Prinzip der Teilhabeäquivalenz, nach welchem die Rentenhöhe sich an der Höhe des versicherten Einkommens orientieren soll. Alle Personen, die in den Zeiten vor 1973 durchschnittlich weniger als 75 Prozent verdienten, werden einheitlich auf 75 Prozent aufgestockt. Eine Person, die also stets 75 Prozent verdiente und darauf Beiträge entrichtete, bekommt nicht mehr Rente als eine Person, die nur 15 Prozent des Durchschnitts verdiente und im Vergleich jedoch nur ein Fünftel der Beiträge gezahlt hat. Dabei finanziert eine Person mit 75 Prozent des Durchschnittseinkommens die Rente nach Mindesteinkommen durch ihre Beiträge mit.
2. Geringe Rentenanwartschaften entsprechen nicht zwingend einem niedrigen Alterseinkommen. Da die Regelung ausschließlich die rentenversicherungspflichtigen Einkommen und die Rentenanwartschaften berücksichtigt, ist sie nicht zielgenau. Eine „zuverdienende“ Ehefrau ist aufgrund der Rentenansprüche ihres Mannes evtl. auch bei einer geringen Rente nicht von Armut bedroht. Für einen Paarhaushalt ist eine Rente auf der Basis von 75 Prozent des Durchschnittseinkommens aber häufig nicht armutsvermeidend. Auch hier gilt, dass die Person mit dem 75-Prozent-Verdienst die Kosten der Regelung mitfinanziert.

Zur Kritik vergleiche bspw. die Stellungnahme der Bundesvereinigung der Deutschen Arbeitgeberverbände. Diese bezieht sich sprachlich auf die Rente nach Mindesteinkommen, meint aber eigentlich die Mindestentgeltpunkte bei geringem Arbeitsentgelt. Die Funktionsweisen beider Regelungen sind sehr ähnlich und die Kritiken daher weitgehend identisch.